# Comité révolutionnaire (Yémen)
Le Comité révolutionnaire (arabe : اللجنة الثورية) est une institution exécutive transitoire, non reconnue par la communauté internationale et proclamée le 6 février 2015 au Yémen par les Houthis, lors de la guerre civile yéménite. Le Comité révolutionnaire est composé de cinq membres.

## Historique
L'annonce de sa création a lieu le 5 février 2015, environ deux semaines après la démission du président
Abdrabbo Mansour Hadi, intervenue après la prise de Sanaa par les Houthis. Ensuite, les négociations sont suspendues jusqu'au samedi 7 février. Pourtant, deux jours plus tôt, un accord est soutenu par neuf factions politiques fut trouvé. Ali Nasser Mohamed était pressenti pour diriger ce Conseil présidentiel.
Cependant, le 6 février 2015, par une déclaration constitutionnelle, les Houthis, lors d'une réunion au cours de laquelle ont participé des personnalités comme les ministres de la Défense et de l'Intérieur du gouvernement démissionnaire, ont annoncé l'instauration de ce Conseil présidentiel, chargé de diriger la transition pour une durée de deux ans, contre un an comme initialement prévu. Aussi, les Houthis annoncent la dissolution de Chambre des députés et le remplacement par un Conseil national de 551 membres, chargé de nommer les membres du Conseil présidentiel, qui à son tour nomme un nouveau gouvernement. Enfin, ils prévoient d'élargir le Conseil consultatif et de le rebaptiser Conseil populaire de transition. Mohammed Ali al-Houthi prend le pouvoir.
Les États-Unis ont dénoncé la mise en place de ce conseil tandis que le Conseil de coopération du Golfe a dénoncé un « coup d'État ».
Le secrétaire général des Nations unies, Ban Ki-moon demande le retour du président déchu. De leur côté, les Houthis décident de reprendre le dialogue.
Le 20 février 2015, un accord est trouvé pour conserver la Chambre des députés et de lui adjoindre une nouvelle chambre. Les Houthis déclarent qu'il s'agit d'une « révolution ».
Le 21 février 2015 après que la démission de Hadi ait été refusée par le Parlement et alors qu'il était en résidence surveillée à Sanaa, il prend la fuite vers Aden, ville du sud du pays et devenue par la suite capitale de facto. Il déclare qu'il demeure le président en exercice, après avoir renoncé à démissionner, et déclare que les actions des Houthis étaient « nulles et non avenues »,. Le jour-même, il déclare vouloir déplacer le dialogue à Aden. Le lendemain 22 février, il rencontre des dirigeants politiques et militaires du sud du pays.
Le 24 février 2015, dans une lettre adressée au Parlement, il renonce officiellement à démissionner. Le jour-même, il demande aux membres du gouvernement démissionnaire de le rejoindre à Aden. En réaction, les Houthis rejettent cette décision — alors qu'elle fait l'objet de nombreuses interprétations juridiques — le qualifient de « fugitif » et promettent de le juger.
Ce Comité révolutionnaire se compose aussi de Mahmoud al-Soubeihi, ministre de la Défense et de Jalal al-Roweichan, ministre de l'Intérieur, qui sont reconduits dans leurs postes. Après la défection d'al-Soubeihi en faveur du président Hadi, qui venait de revenir sur sa démission, Hussein Nagui Khairan est nommé ministre de la Défense, tandis qu'al-Roweichan devient président du Comité suprême de sécurité. Un autre membre du comité est Talal Aklan. Le vice-président du Comité est Naef Ahmed al-Qanis.
Le 26 juillet 2015, Mohammed Ali al-Houthi annonce la poursuite des tractations pour la formation d'un Conseil présidentiel et d'un gouvernement d'union nationale.
En septembre 2015, les Houthis proposent de former un gouvernement avec le Parti Baas syrien et le parti chiite al-Haqq. Le Congrès général du peuple refuse de faire partie de ce gouvernement.
Le 28 juillet 2016, le Conseil politique suprême est formé par les Houthis et le Congrès général du peuple.
Le 15 août, le Comité révolutionnaire transmet solennellement le pouvoir au Conseil politique suprême. Cependant, le Comité révolutionnaire conserve l'essentiel des pouvoirs sur les zones que les Houthis contrôlent.